# بيشنبور (مقاطعة كلاردشت)
بيشنبور (بالفارسية: پیشنبور) هي قرية تقع في قسم كلاردشت الغربي الريفي (مقاطعة كلاردشت) في إيران. يقدر عدد سكانها بـ 1,406 نسمة .